# جوانا غلاس
جوانا غلاس (بالإنجليزية: Joanna Glass)‏ (7 أكتوبر 1936، ساسكاتون في كندا)؛ كاتِبة ومؤلِّفة، كاتبة مسرحية وروائية أمريكية-كندية.

## الجوائز
- زمالة غوغنهايم

## روابط خارجية
- جوانا غلاس على موقع IMDb (الإنجليزية)
- جوانا غلاس على موقع الموسوعة البريطانية (الإنجليزية)
- جوانا غلاس على موقع قاعدة بيانات برودواي على الإنترنت (الإنجليزية)
- جوانا غلاس على موقع قاعدة بيانات برودواي على الإنترنت (الإنجليزية)
- جوانا غلاس على موقع قاعدة بيانات الفيلم (الإنجليزية)